# Amanoräka
Amanoräkan (Caridina multidentata)  är ett kräftdjur inom infraordningen äkta räkor. Amanoräkan lever i sötvatten i Japan och Taiwan. Den var tidigare känd under namnet Caridinia japonica men fick sitt nya namn efter en studie från 2006 .
Amanoräkan introducerades som akvariedjur av fotografen och akvaristen Takashi Amano under tidigt 1980-tal. Han var den förste som upptäckte denna arts användbara egenskap som effektiva (grön)algätare och numera säljs den i zoobutiker till sötvattensakvarier just av denna anledning.
Amanoräkan känns igen på sin genomskinliga kropp som på sidan är täckt av omkring 0,3 millimeter stora rödbruna prickar. Dorsalsidan har ett vitt streck som går från huvudet till stjärten och ögonen är svarta.
Räkynglerna kräver bräckvatten och överlever inte i sötvatten.

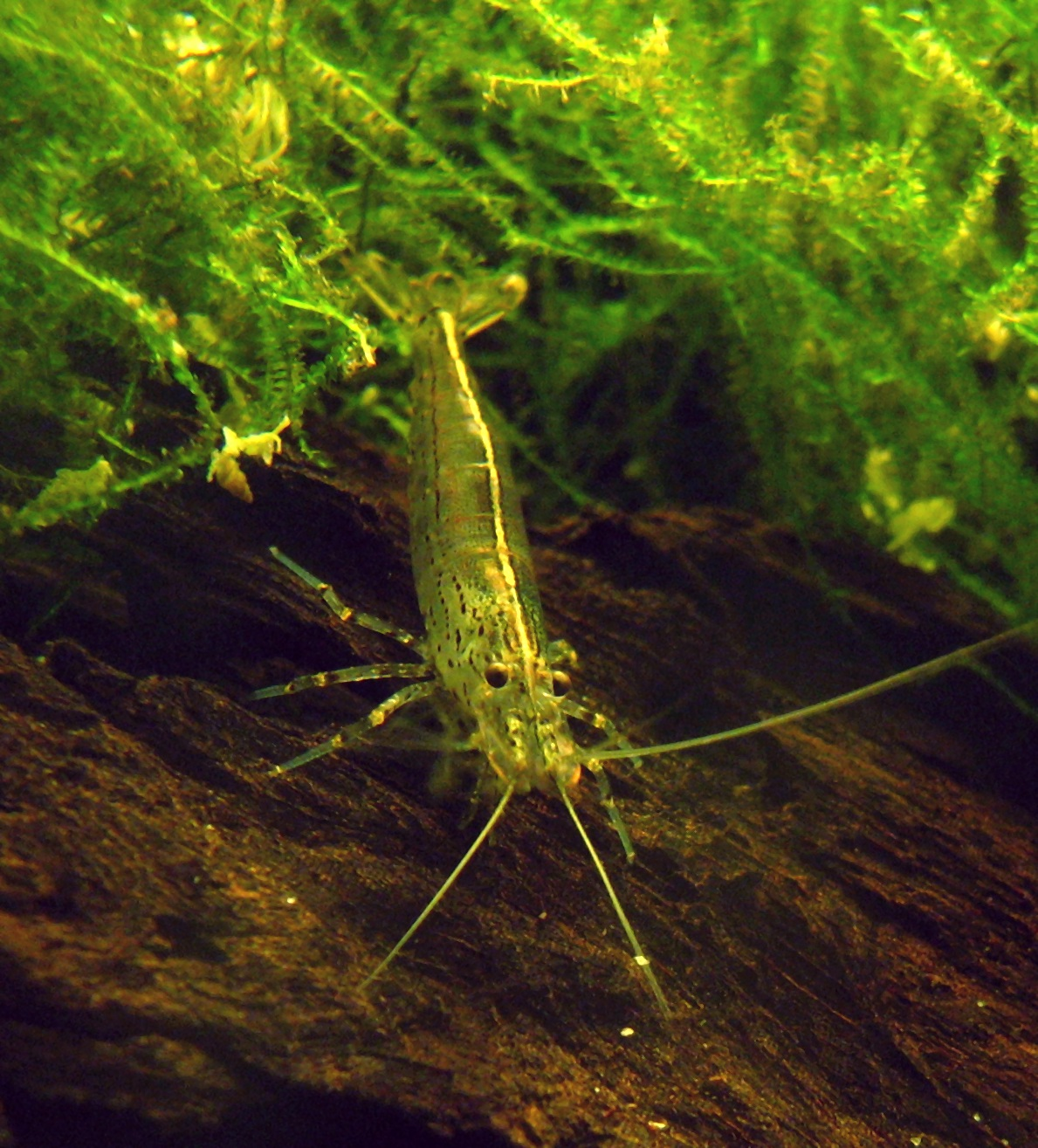
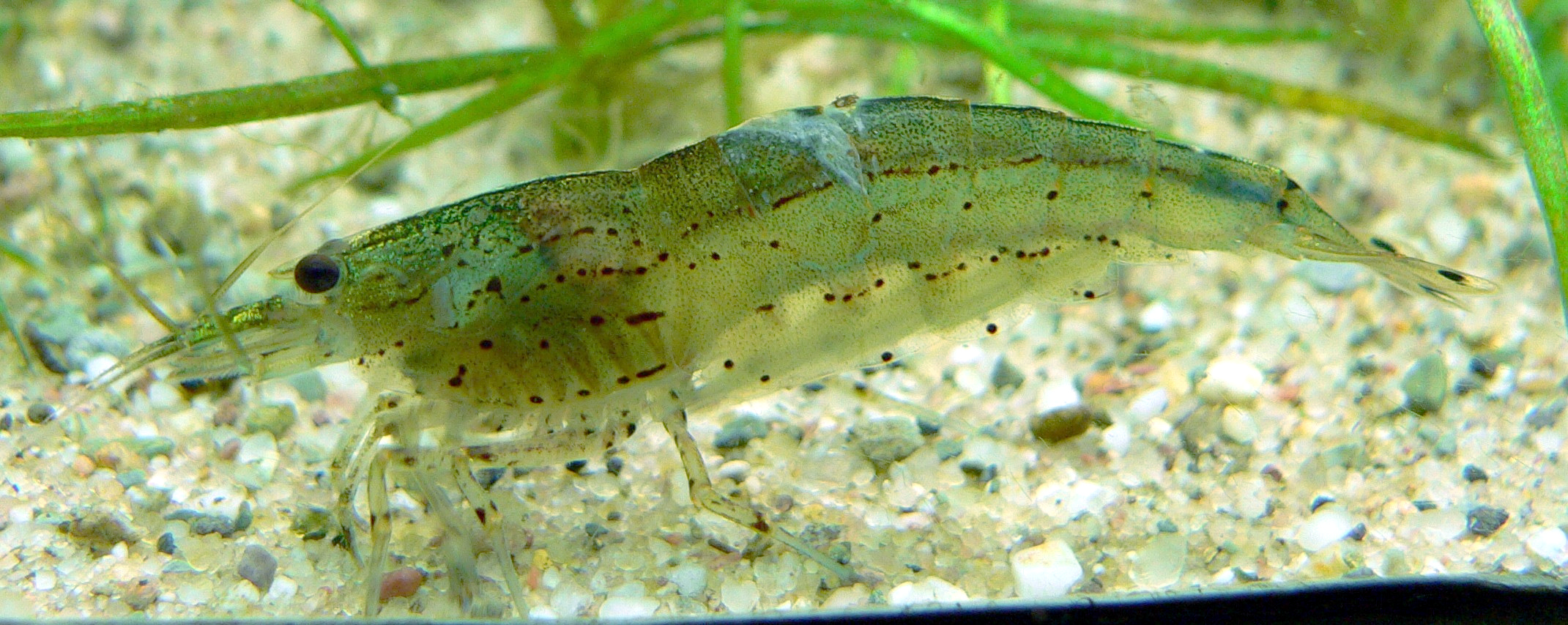
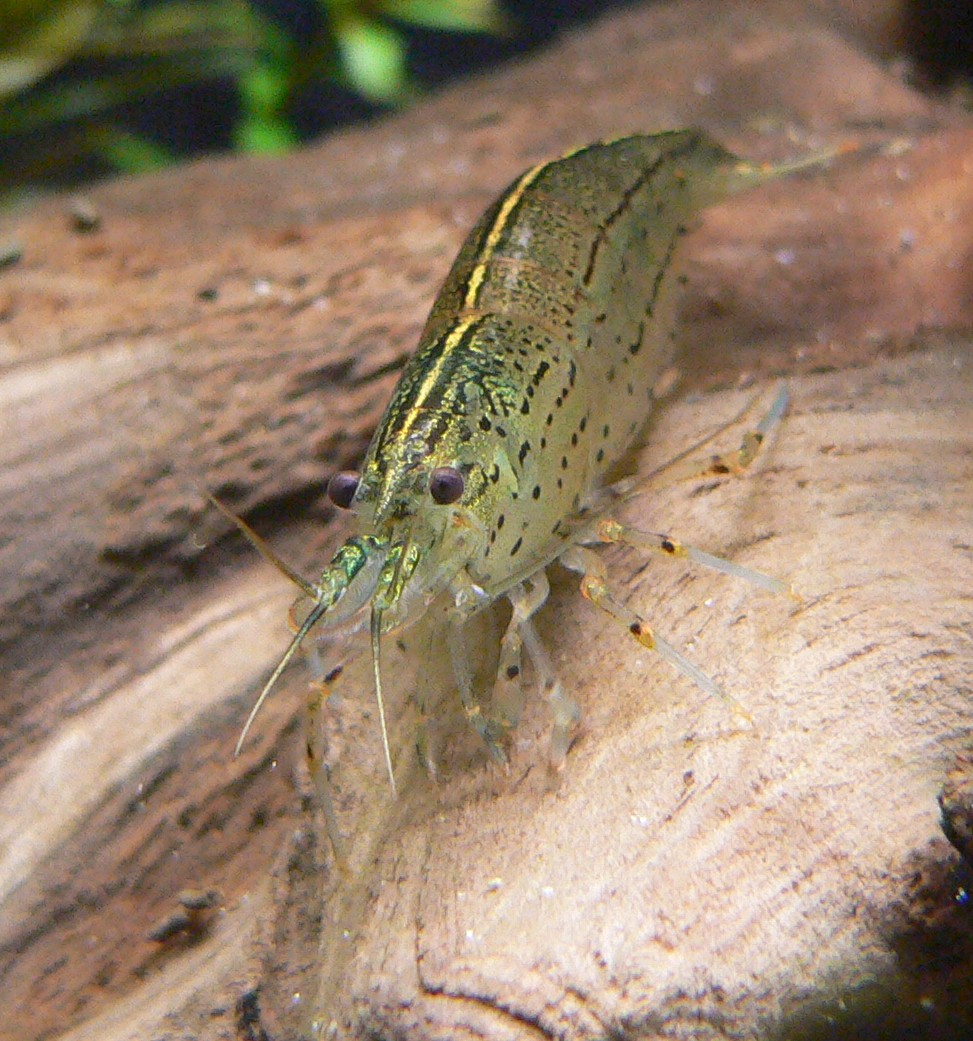
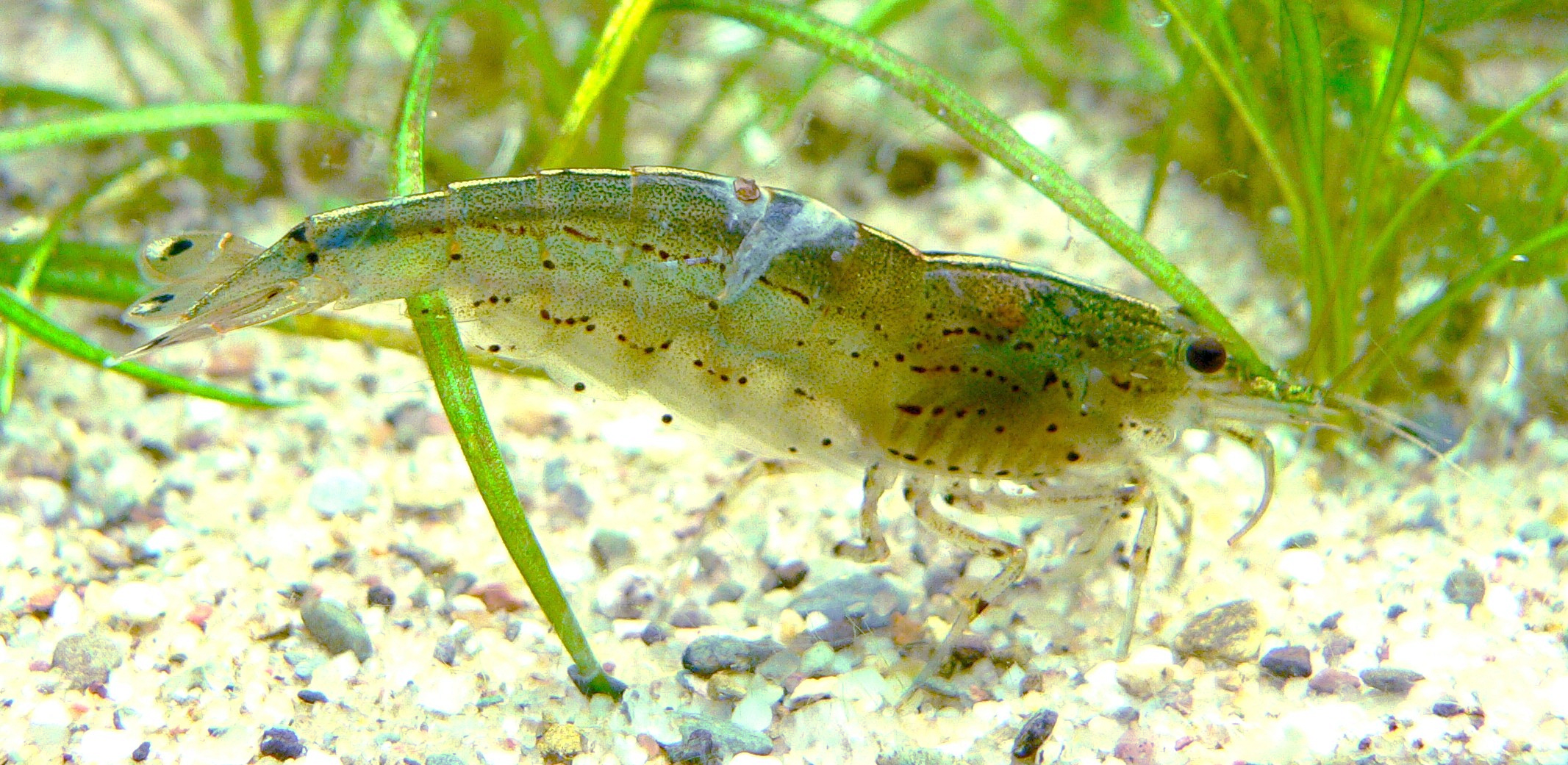